# A. Welford Castleman
Albert Welford Castleman junior  (*  7. Januar 1936 in Richmond (Virginia); † 28. Februar 2017 in Arlington (Virginia)) war ein US-amerikanischer Physikochemiker.

## Leben und Wirken
Castleman besuchte die High School in Northport (Long Island) (Abschluss 1953), studierte Chemieingenieurwesen am Rensselaer Polytechnic Institute mit dem Bachelor-Abschluss 1957 und wurde 1969 am Polytechnic Institute of New York promoviert. 1958 bis 1975 war er Mitglied des Brookhaven National Laboratory. 1973 bis 1975 war er außerdem Adjunct Professor an der State University of New York at Stony Brook. 1975 bis 1982 war er Professor an der University of Colorado in Boulder und dort Fellow des Cooperative Institute for Research in Environmental Sciences (CIRES). Danach wurde er Professor an der Pennsylvania State University, ab 1986 als Evan Pugh Professor und ab 1999 als Eberly Family Distinguished Chair of Science sowohl in der Fakultät für Chemie als auch in der für Physik. 2016 wurde er emeritiert.
Er befasste sich mit Clustern von Atomen und Molekülen und führte den Begriff Superatom ein für Cluster, die sich ähnlich verhalten wie Atome im Periodensystem. Daraus lassen sich Materialien mit neuartigen Eigenschaften aufbauen. Er befasste sich auch mit dem Einfluss von Quanten-Confinement und Lösung auf chemische Reaktionen, Materialwissenschaften, Katalysatoren und atmosphärischer Chemie.
1992 synthetisierte er mit seiner Gruppe die ersten Metallocarbohedryne (met-car, zuerst metallo-carbohedrene genannt), Verbindungen der Form {\displaystyle M_{8}C_{12}}(C ist Kohlenstoff, M ist ein Übergangsmetall wie Titan, Vanadium, Zirkon, Eisen, Chrom, Molybdän, Niob, Hafnium). Sie haben mögliche Verwendung als Katalysatoren zum Beispiel für Entschwefelung von Erdöl.
1997 entwickelte er eine Methode, Übergangszustände zu isolieren mit speziellen Femtosekunden-Laser-Techniken und Coulomb-Explosion.
2001 erhielt er die Wilhelm-Jost-Gedächtnismedaille und 2010 den Irving Langmuir Award. 1998 wurde er Mitglied der National Academy of Sciences und Fellow der American Academy of Arts and Sciences. 1985 wurde er Fellow der American Association for the Advancement of Science und der American Physical Society. 1989 war er Fulbright Senior Scholar. Er war Fellow der Royal Society of Chemistry und 1985 und 1997 Senior Fellow der Japan Society for the Promotion of Science und 1977 Sherman Fairchild Distinguished Fellow am Caltech. Er war Ehrendoktor der Universität Innsbruck und erhielt mehrfach einen Humboldt-Forschungspreis (1986, 1996, 2007, 2008, 2009). 1988 erhielt er den American Chemical Society Award for Creative Advances in Environmental Science and Technology.
Er war ab 1976 mit Heide Marie Engel verheiratet, mit der er einen Sohn hatte.